# 乔治·登普西
乔治·P·登普西（英語：George P. Dempsey，1929年7月19日—），美国NBA联盟前职业篮球运动员。他在1951年的NBA选秀中第7轮第68顺位被费城勇士选中。